# Adlisberg, Bern
Adlisberg är en kulle i Schweiz. Den ligger i distriktet Bern-Mittelland och kantonen Bern, i den centrala delen av landet, 14 km öster om huvudstaden Bern. Toppen på Adlisberg är 910 meter över havet.